# 나이
나이 또는 연세(年歲, 문화어: 년세)는 사람이나 동·식물 따위가 세상에 나서 살아온 햇수를 말한대부분의 나라에서는 만(滿) 나이를 사용하지만, 동아시아의 일부 국가, 특히 대한민국에서는 세는나이를 함께 사용한다. 세는나이를 쓰는 곳에서는 나이에 따른 서열 의식이 강하게 나타난다. 가장 오래 산 사람은 중국 청나라의 이청운이다. 영어로는 year

## 세는 방식

### 만 나이
만 나이는 태어난 때를 기산점으로 하여 매 생일을 맞을 때마다 한 살을 먹는다. 태어나서 얼마나 살았느냐를 나타낸다. 전 세계 대부분의 나라에서 사용하고 있다. 대한민국에서는 일상생활에서는 보통 세는나이를 쓰지만, 법률 및 각종 공문서, 언론보도에서는 대부분 만 나이를 사용한다. 세는나이는 태어남과 동시에 한 살이 되지만, 만 나이는 출생 후 1년(돌)이 되면 1세가 되고 그 전에는 생후 개월수로 센다.
대한민국에서는 19세에 이르면 성년이 되고, 주류, 담배의 구입 및 선거권을 행사할 수 있다. 일상생활에서의 만나이는 초일과 현재일 중 하나만 세지만, 대한민국이나 일본에서 성년의 나이나 선거권의 나이를 셀 때는 초일을 산입하기 때문에 현재일 익일생인 사람이 그 날에 한 살을 먹게 된다. 대중교통의 청소년 및 어린이 할인에서는 일상생활과 같이 생일 당일까지 할인 혜택을 적용한다.
한편 법적으로는 2023년 7월 1일부터 만나이가 적용됐으며 만 19세라고 표기해 19세라는 만나이 적용법을 세는 나이를 사용하는 사람들도 이해하기 쉽게 만을 붙이는 경우가 많다. 실제로 의약, 공공업무 등에서는 이러한 식에 만나이를 적용했다.

### 세는나이
세는나이는 태어나면서부터 한살로 시작해서 새해 1월 1일을 맞이할 때마다 한살씩 더 먹는다. 세는나이는 태어나서 몇 번째 해에 이르렀는지 나타낸다. 과거에는 북한, 중국, 일본, 베트남, 몽골에서도 썼으나, 현재는 대한민국 외에는 쓰는 곳이 없다.
2023년 6월 28일부터 대한민국에서도 만 나이로 통일되었고 법적으로는 2023년 7월 1일부터 만나이가 적용되었다.
세는나이는 대한민국에서 "한국 나이"로 불리기도 한다. 세는 나이를 불법화하려는 움직임도 간혹 보이고 있다.

### 연 나이
연 나이는 현재 년도에서 출생 년도를 뺀 나이이다. 실제로 생일이 지났는지와 관계없이 생일이 지났다는 가정하에 계산하는 나이이다.

## 나이에 따른 이름

### 만 나이
| 나이 | 이름          |
| ---- | ------------- |
| 16세 | Sweet Sixteen |

### 세는나이
| 나이       | 이름                   | 성별 | 유래                                                                                         |
| ---------- | ---------------------- | ---- | -------------------------------------------------------------------------------------------- |
| 15세       | 지학(志學)             | 남성 | ‘吾十有五而志於學’（논어）                                                                   |
| 16세       | 파과지년(破瓜之年)     | 여성 | 과(瓜) 자를 풀면 팔(八)이 두 개이므로 더하면 16이 되기 때문. 줄여서 파과라고도 함.           |
| 20세       | 약관(弱冠)             | 남성 | ‘二十曰弱冠’（예기）                                                                         |
| 30세       | 이립(而立)             | 남성 | ‘三十而立’（논어）                                                                           |
| 40세       | 불혹(不惑)             | 남성 | ‘四十而不惑’（논어）                                                                         |
| 40세       | 강사(強仕)             | 남성 | ‘四十曰強，而仕’, 나이 마흔에 처음으로 벼슬을 하게 된다는 뜻, 예기 곡례편(曲禮篇)            |
| 40세       | 초로                   | 공통 |                                                                                              |
| 48세       | 상년(桑年)             | 공통 | 상(桑) 자의 속자를 풀면 십(十) 자가 넷이고 팔(八) 자가 하나이기 때문                         |
| 50세       | 지천명(知天命)         | 남성 | ‘五十而知天命’（논어）                                                                       |
| 50세       | 애년(艾年)             | 공통 | ‘五十曰艾’, 머리털이 약쑥같이 희어진다는 뜻(예기)                                            |
| 50세       | 장가(杖家)             | 공통 | 집 안에서 지팡이를 짚을 만한 나이                                                            |
| 60세       | 육순(六旬)             | 공통 |                                                                                              |
| 60세       | 이순(耳順)             | 남성 | ‘六十而耳順’（논어）                                                                         |
| 60세       | 장향(杖鄕)             | 공통 | 중국 주나라 때에, 노인이 60세 되던 해부터 고향에서 지팡이 짚는 것을 허락했던 데서 유래(예기) |
| 60세       | 하수(下壽)             | 공통 |                                                                                              |
| 60세       | 화갑(華甲)             | 공통 | 화(華)자를 풀면 십(十) 자 여섯 개와 일(一) 자 하나로 되기 때문                               |
| 61세       | 환갑(還甲), 회갑(回甲) | 공통 | 간지가 60년마다 한바퀴 돌기 때문                                                             |
| 62세       | 진갑(進甲)             | 공통 |                                                                                              |
| 64세       | 파과지년(破瓜之年)     | 남성 | 과(瓜) 자를 풀면 팔(八)이 두 개이므로 곱하면 64가 되기 때문. 줄여서 파과라고도 함.           |
| 66세       | 미수(美壽)             | 공통 | 미(美) 자를 풀면 육십육(六十六)이 되기 때문                                                  |
| 70세       | 칠순(七旬)             | 공통 |                                                                                              |
| 70세       | 고희(古稀)             | 공통 | ‘人生七十古来稀’（두보의 시 《곡강(曲江)》)                                                  |
| 70세       | 종심(從心)             | 남성 | ‘七十而從心所欲，不踰矩’（논어)                                                              |
| 70세       | 희수(稀壽)             | 공통 |                                                                                              |
| 77세       | 희수(喜壽)             | 공통 | 희(喜) 자의 초서체를 풀면 칠십칠(七十七)이 되기 때문                                         |
| 80세       | 팔순(八旬)             | 공통 |                                                                                              |
| 80세       | 산수(傘壽)             | 공통 | 산(傘) 자의 약자를 풀면 팔십(八十)이 되기 때문                                               |
| 80세       | 중수(中壽)             | 공통 | (중수는 80살 또는 100살을 뜻한다)                                                            |
| 88세       | 미수(米壽)             | 공통 | 미(米) 자를 풀면 팔십팔(八十八)이 되기 때문                                                  |
| 90세       | 구순(九旬)             | 공통 |                                                                                              |
| 90세       | 동리(凍梨)             | 공통 |                                                                                              |
| 90세       | 졸수(卒壽)             | 공통 | 졸(卒) 자의 초서체를 풀면 구십(九十)이 되기 때문                                             |
| 91세       | 망백(望百)             | 공통 | 백 살을 바라본다는 뜻                                                                        |
| 99세       | 백수(白壽)             | 공통 | 백(百) 자에서 일(一)을 빼면 백(白)이 되기 때문                                               |
| 100세      | 백수(百壽)             | 공통 |                                                                                              |
| 100세      | 중수(中壽)             | 공통 | (중수는 80살 또는 100살을 뜻한다)                                                            |
| 100세 이상 | 상수(上壽)             | 공통 |                                                                                              |
| 120세      | 상수(上壽)             | 공통 | 춘추좌씨전                                                                                   |

## 나잇값
나이를 먹을수록 더 차분하고 자중해야한다는 사회적 인식과 반대로 경박하거나 어리석은 모습을 보일 때 '나잇값을 하지 못한다' 라고 한다.

## 사람 외 동물의 나이
경마계에서 말의 나이를 셀 때는, 북반구에서는 매년 1월 1일, 남반구에서는 7월 1일을 기준으로 하여 센다. 이는 사람과 달리, 말의 번식기는 봄과 여름에 편중되어 있기 때문이다.

## 같이 보기
- 노화
- 장수
- 수명 연장
- 세는나이
- 만 나이